# 트웬티 트웬티
《트웬티트웬티》는 플레이리스트에서 제작하고 JTBC에서 방영된 웹드라마이다.

## 방송 시간
- 네이버TV, V LIVE, 유튜브: 수요일, 토요일 오후 7:00
- JTBC: 일요일 오후 11:50

## 출연자
- 한성민 : 채다희 역
- 김우석 : 이현진 역
- 박상남 : 정하준 역
- 강유찬 : 손보현 역
- 채원빈 : 백예은 역
- 진호은 : 강대근 역
- 배해선 : 채윤정 역
- 이승일

### 특별출연
- 이나은 : 김하나 역
- 최보민 : 류주하 역
- 김수현 : 여보람 역